# رامون ماريا كالديري
رامون ماريا كالديري (بالإسبانية: Ramón Calderé) ، من مواليد 16 يناير 1959، لاعب كرة قدم إسباني سابق. لعب مع منتخب إسبانيا لكرة القدم.

## روابط خارجية
- رامون ماريا كالديري على موقع الاتحاد الدولي (مؤرشف)  (الإنجليزية)
- رامون ماريا كالديري على موقع الاتحاد الأوربي (الإنجليزية)
- رامون ماريا كالديري على موقع قاعدة بيانات كرة القدم.إي يو (الإنجليزية)
- رامون ماريا كالديري على موقع ناشيونال فوتبول تيمز (الإنجليزية)
- رامون ماريا كالديري على موقع عالم كرة القدم.نت (الإنجليزية)